# Tupolev Tu-95

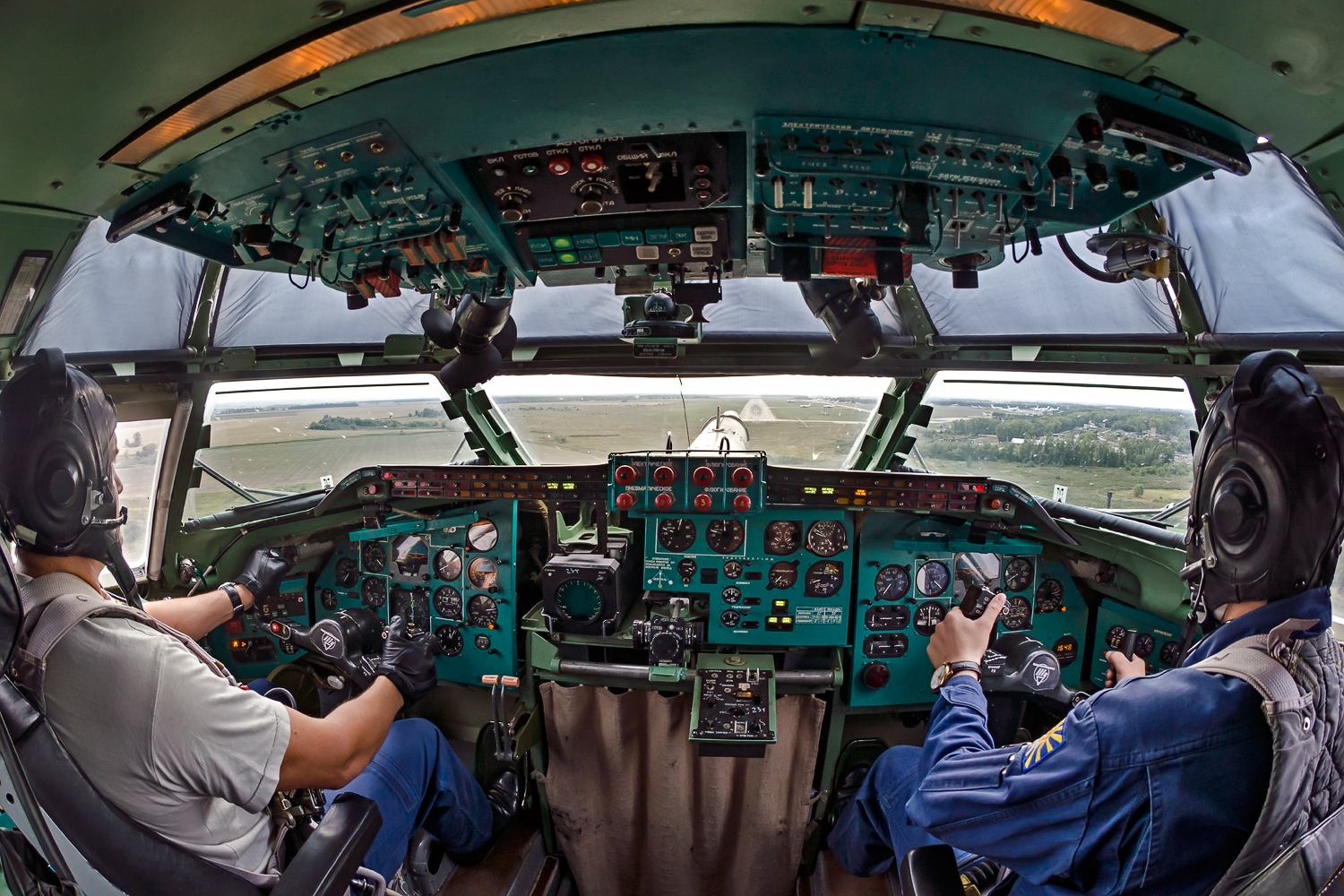
La cabina di pilotaggio di un Tu-95MS.

Il Tupolev Tu-95 (in cirillico: Туполев Ту-95, nome in codice NATO: Bear) è un bombardiere strategico quadrimotore di fabbricazione sovietica, sviluppato negli anni cinquanta dalla Tupolev, entrato in servizio presso l'aviazione sovietica nel 1956 e tuttora in servizio nelle Forze aerospaziali russe nella versione Tu-95MSM
Diretto discendente del Tupolev Tu-4, che sostituisce, si distingue per la sua longevità. 
Progettato per compiere missioni di deterrenza e strike nucleare, è ancora oggi impiegato in tale ruolo poiché parte integrante della triade nucleare della Federazione Russa. Sviluppato in numerose versioni, dal Tu-95 sono derivati gli omologhi civile Tu-114, l'AWACS Tu-126 e l'aereo per la lotta antisommergibile Tu-142.
Al 2021, è in corso di approvvigionamento presso le Forze armate russe della versione Tu-95 MSM, dotata di nuovi propulsori ed in grado di imbarcare i missili da crociera a lungo raggio Kh-101/102.

## Storia

### Sviluppo
Nell'immediato dopoguerra, l'Unione Sovietica decise di dotarsi di un bombardiere strategico intercontinentale. Il primo progetto, affidato all'OKB diretto da Andrej Nikolaevič Tupolev, sfociò nel Tupolev Tu-85: si trattava di un grande quadrimotore ad ala dritta, spinto da motori a pistoni, inadeguato ai compiti previsti, soprattutto se confrontato con i caccia a turbogetto.

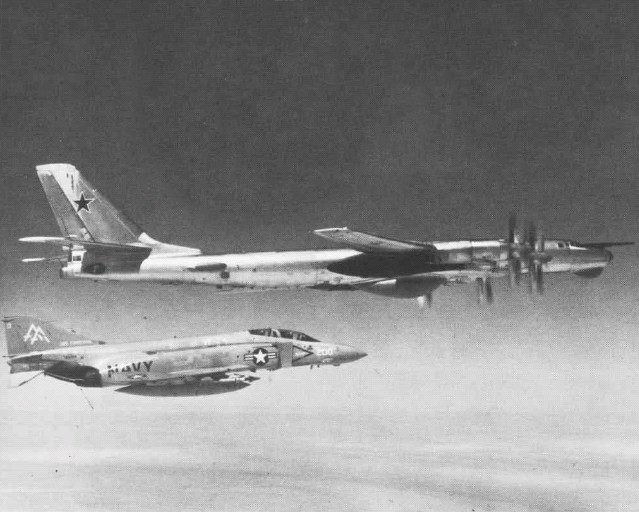
Un Tu-95 intercettato da un F-4 sul Mediterraneo.

Il progetto fu accantonato in base a nuove specifiche, che affiancavano all'autonomia (di 8 000 km) e alla capacità di carico offensivo (11 000 kg), la considerevole velocità di Mach 0,85.
Il progetto fu affidato sia al gruppo Tupolev che all'OKB 23 (appositamente costituito), guidato da Vladimir Michajlovič Mjasiščev.
Mentre questo secondo gruppo scelse i turbogetto per il proprio velivolo (il Myasishchev M-4), il gruppo Tupolev  installò motori turboelica, apprezzabili per il minor consumo di combustibile, in considerazione dell'autonomia richiesta.
Lo sviluppo dei turboelica fu affidato all'ufficio tecnico OKB 276 (guidato da Nikolaj Dmitrievič Kuznecov), unico in URSS a occuparsi di turboelica, e che si avvaleva anche di tecnici tedeschi, reclutati per lavorare in URSS al termine della guerra. In un primo momento, per guadagnare tempo si decise di impiegare due motori tedeschi Junkers Jumo 012 (prodotti in URSS come TV-2) accoppiati a un unico riduttore, ottenendo il 2TV-2F da 12 000 shp. Propulso da quattro di questi motori, il Tu-95-1 decollò per la prima volta il 12 novembre 1952, ma nel corso del 17º volo di prova (11 maggio 1953) un incidente comportò la perdita del prototipo e la morte di 4 membri dell'equipaggio. L'indagine individuò come causa il cedimento a fatica del gigantesco riduttore comune di uno dei motori. Si procedette così rapidamente con lo sviluppo del propulsore definitivo.
Il risultato finale fu il Kuznetsov NK-12, il turboelica più potente mai realizzato (circa 12 000 shp già nella prima versione, poi portato a circa 15 000 shp nelle versioni attuali), relativamente parco nei consumi (il consumo di circa 0.21 kg/shp/h è il più basso al mondo tra i turboelica in serie) ed in grado di assicurare (nei primi test eseguiti in assenza di sistemi militari) la velocità di 950 km/h (impensabile al tempo, soprattutto per un turboelica).
Con questa nuova motorizzazione i collaudi in volo, iniziati nel 1954, procedettero e già l'anno successivo, durante la tradizionale parata aerea di Tušino, una formazione di cinque Tu-95 stupì gli osservatori occidentali.

### Impiego operativo
Entrato in servizio nei reparti della Dal'naja Aviacija (la divisione strategica dell'aeronautica Sovietica) nel corso del 1956, il Tu-95 per qualche tempo preoccupò molto le nazioni occidentali.

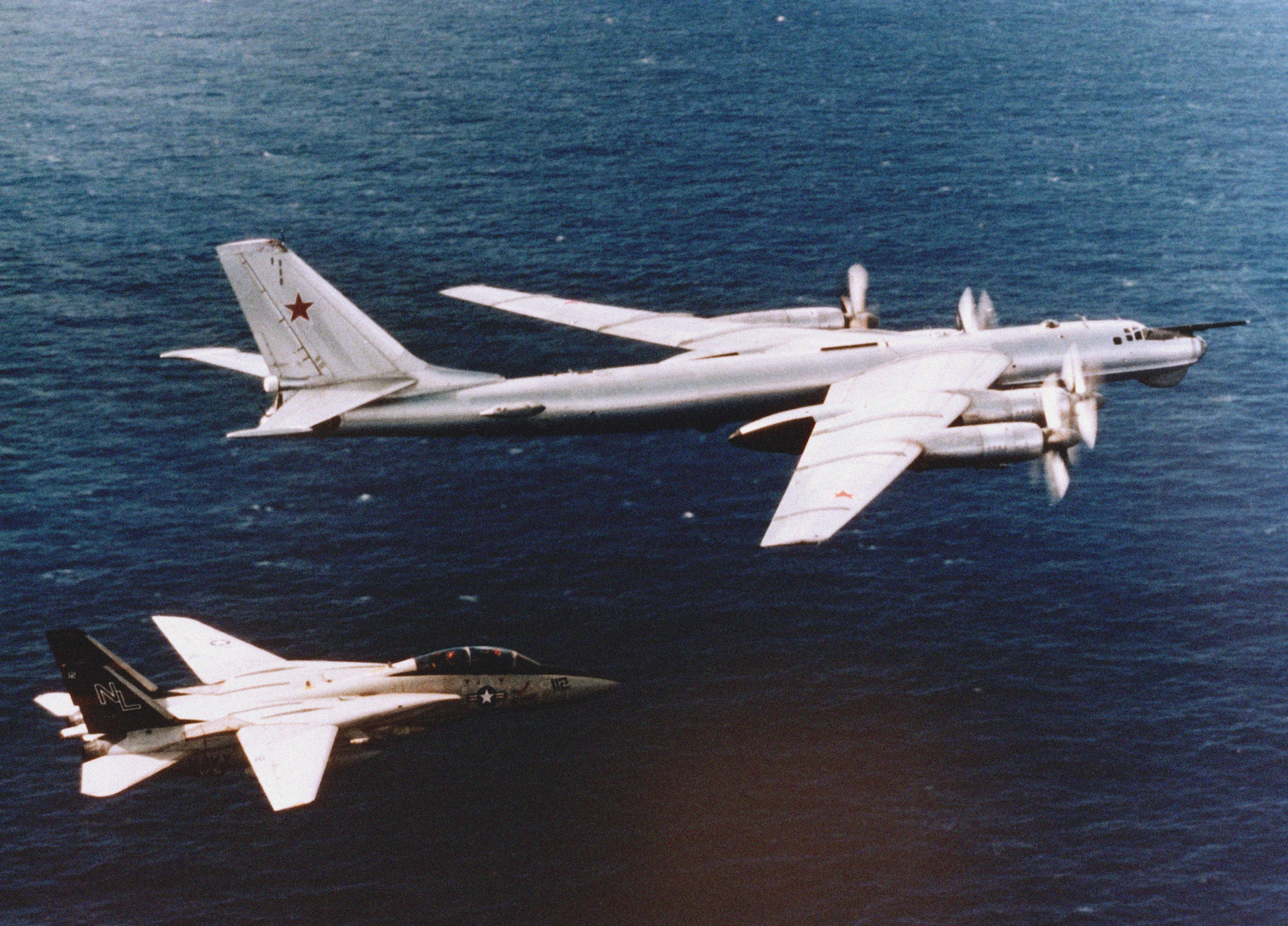
Un Tu-95 intercettato da un F-14 sul Pacifico.

Le preoccupazioni crebbero il 30 ottobre 1961, quando un Tu-95 modificato effettuò il lancio della Bomba Zar, il più potente ordigno all'idrogeno mai sviluppato.
Il gap tecnologico fu presto superato, e il ruolo del bombardiere subì un notevole ridimensionamento. La soluzione fu di equipaggiare i Tu-95 con un'arma che potesse essere lanciata prima di entrare nel raggio d'azione dei più recenti sistemi missilistici di difesa e che fosse dotata di prestazioni che ne rendessero difficile l'intercettazione.
Nei primi anni sessanta divenne operativo il missile Raduga Kh-20, noto con il nome in codice NATO di AS-3 Kangaroo: un grosso missile da crociera aria-superficie, alimentato da un motore turbogetto in grado di trasportare una bomba termonucleare da 800 chilotoni. Il Kangaroo aveva le dimensioni di un aereo da caccia ed è la più grande arma aviolanciata mai entrata in servizio. fu impiegato su velivoli di una versione appositamente realizzata, il Tu-95K.
Nello stesso periodo divennero frequenti gli avvistamenti di Tu-95 in teatri operativi marittimi ed alcuni esemplari risultarono armati del missile antinave Raduga Kh-22 (codice NATO AS-4 Kitchen). Anche in questo caso le caratteristiche esteriori dei velivoli consentirono di individuare una nuova versione del Tu-95, la Tu-95K-22.
Queste versioni antinave furono affiancate, nell'aviazione della marina, da modelli specializzati nella lotta antisommergibile, considerati un velivolo a sé stante e denominati Tu-142. Proprio dal Tu-142, con fusoliera e ali riprogettate, nuovo cockpit e comandi idraulici potenziati, nacque l'ultima versione strategica, tuttora operativa, detta Tu-95MS e dotata di missili da crociera Raduga Kh-55 (codice NATO AS-15 Kent).
Altre versioni del Tu-95 furono identificate negli anni successivi e riguardarono velivoli destinati alla ricognizione ottica Tu-95MR (riconoscibili dalle fotocamere sistemate nello spazio destinato alla stiva delle bombe nella versione da bombardamento), alla ricognizione elettronica e puntamento Tu-95RTs (dotati di radome ventrale per la guida intermedia di missili antinave lanciati da sommergibili), o per compiti AWACS: in quest'ultimo caso il velivolo, dotato della nuova fusoliera allargata del velivolo passeggeri Tu-114, e di un inconfondibile radome dorsale con gli apparati radar, fu considerato un modello autonomo con la denominazione di Tu-126.
Con la caduta dell'Unione Sovietica e le successive ristrettezze di bilancio, gli incontri tra i Tu-95 e i caccia occidentali si fecero sporadici. Il 18 agosto 2007 il Presidente della Federazione Russa Vladimir Putin annunciò la ripresa dei voli di ricognizione e da allora le intercettazioni tornarono frequenti, a testimonianza di una vita operativa tutt'altro che conclusa. Nell'ottobre del 2008, nel corso di una esercitazione russa, furono lanciati missili a lungo raggio Kh-55 da Tu-95MS, riproponendo in tal modo un formidabile sistema d'arma strategico, limitato solo dal rumoroso sistema propulsivo ad eliche controrotanti.
Il 1º giugno 2025, a seguito dell'Operazione Ragnatela perpetrata dalle forze d'intelligence ucraine, un numero imprecisato di bombardieri strategici Tu-160, Tu-95 e Tu-22M vennero danneggiati o distrutti da droni in un attacco simbolico contro quattro basi aeree russe.

## Descrizione tecnica
Il Tu-95 è un monoplano ad ala alta, a freccia (35°). La configurazione a freccia è, da un lato, necessaria al raggiungimento delle velocità richieste dalla specifica iniziale e, dall'altro, è sfruttata sul piano costruttivo per fare in modo che il longherone alare principale attraversi la fusoliera posteriormente al compartimento occupato dall'equipaggio e anteriormente al vano bombe.

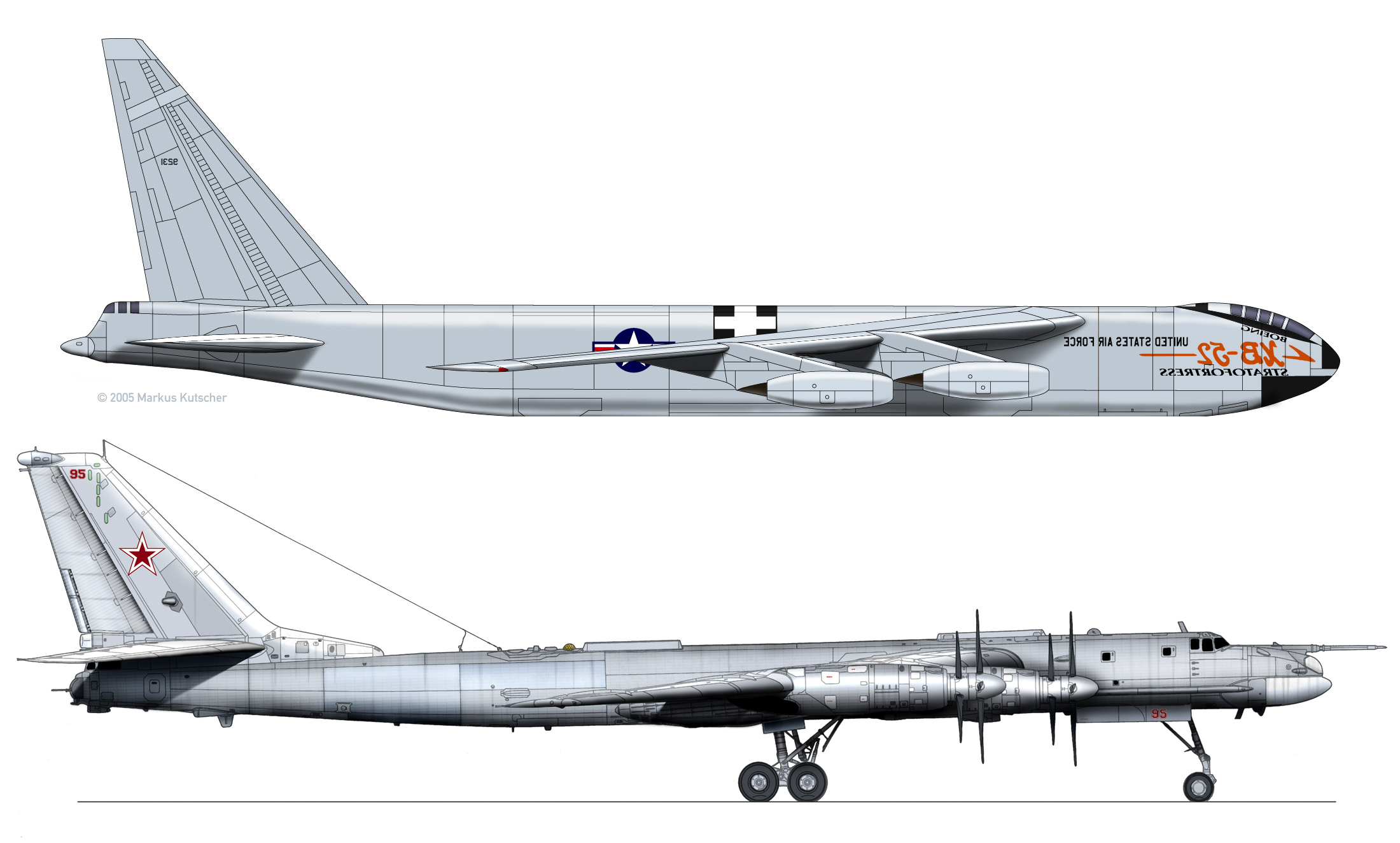
Tu-95 a confronto con XB-52.

L'ala medesima è inoltre dotata, sul bordo d'uscita, di ipersostentatori a scorrimento e ospita i serbatoi di combustibile.
I motori sono quattro turboeliche Kuznetsov NK-12 la cui potenza arriva, nelle ultime versioni (NK-12MV), a circa 15 000 shp. Nella realizzazione di questi motori venne prestata particolare cura alla forma delle pale dell'elica ed alla loro velocità di rotazione. Tali studi condussero all'impiego di due eliche quadripala controrotanti, che alla velocità di crociera del Tu-95 (Mach 0,7) hanno un regime di rotazione di 750 rpm.
Il potenziale offensivo era inizialmente costituito da 11 000 kg di carichi di caduta non guidati (di tipo convenzionale o nucleare); successivamente, in epoche diverse ed a seconda delle versioni, i Tu-95 vennero armati con i missili AS-3 Kangaroo, AS-4 Kitchen e AS-15 Kent.
L'armamento difensivo è rappresentato da cannoni da 23 mm sistemati in postazioni binate il cui numero, ancora una volta a seconda della versione, varia da 1 (torretta caudale) a 3 (oltre alla caudale, vennero previste una postazione dorsale ed una ventrale).

## Versioni

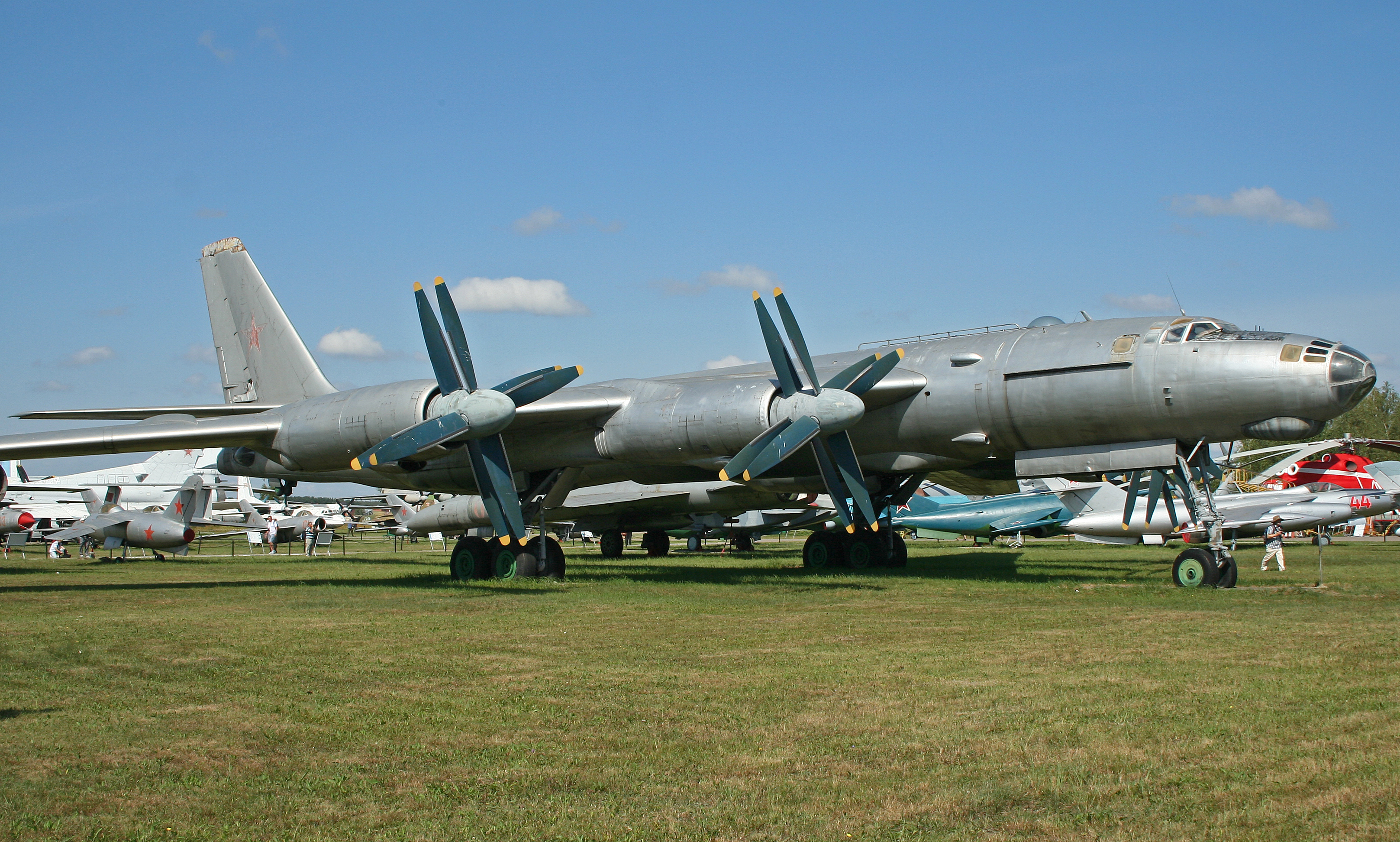
UnTupolev Tu-95N Bear

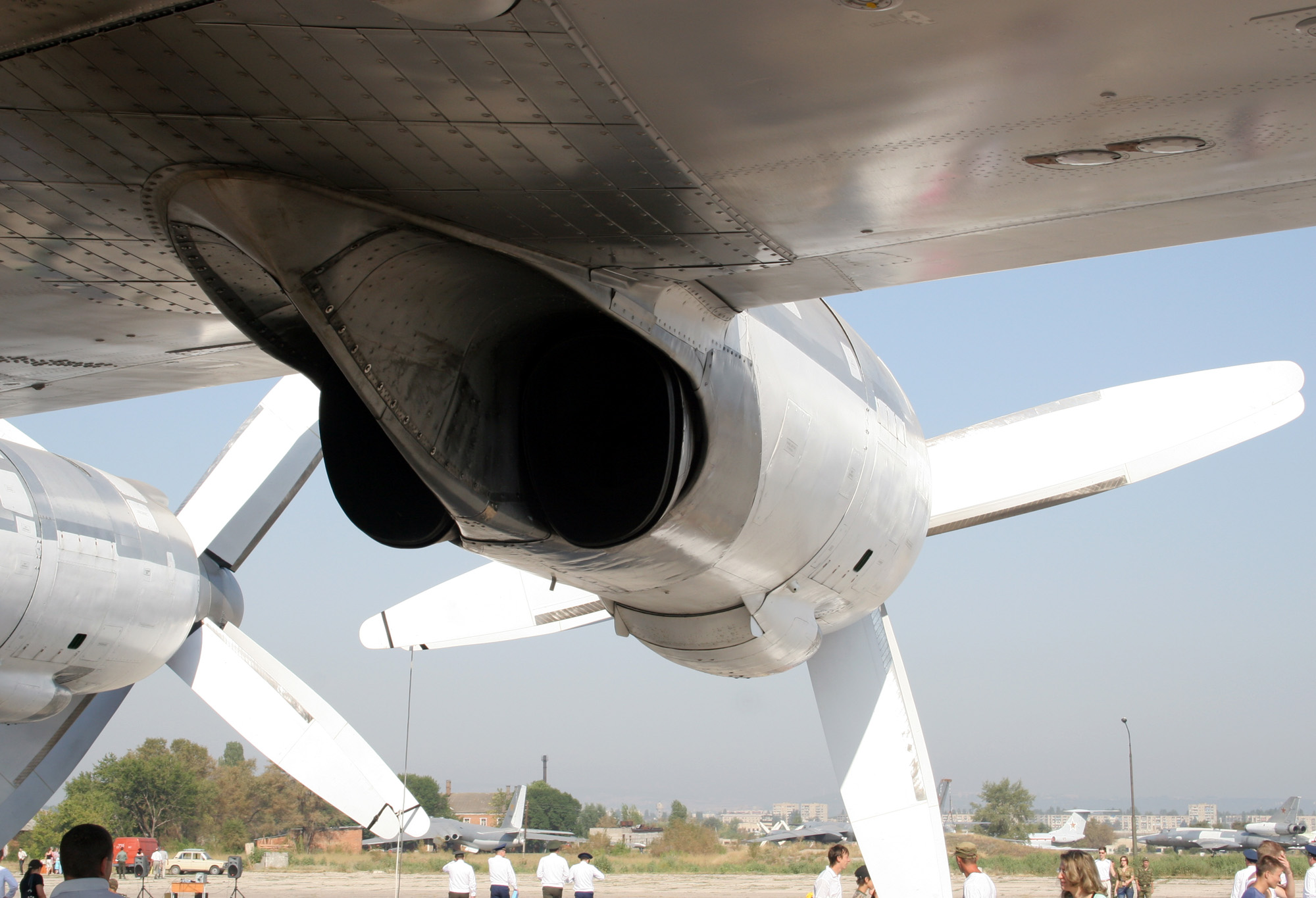
La motogondola del Tu-95MS.

- Tu-95/Tu-95M (Bear-A): prima versione produttiva; operativa a partire dal 1955 ed impiegata nel ruolo di bombardiere strategico;
- Tu-95K/KD (Bear-B): identificata per la prima volta nel 1961; versione lanciamissili, equipaggiata con l'AS-3 Kangaroo; almeno un velivolo della versione K venne usato per svolgere test in volo, alloggiando un MiG-19/SM20 che simulava il grosso missile;
- Tu-95KM (Bear-C): identificata nel 1964; seconda versione lanciamissili, poteva essere armata sia con il missile AS-3 che con l'AS-4 Kitchen;
- Tu-95RTs (Разведчик Целеуказатель, Razvedčik Tseleukazatel' secondo il sistema di traslitterazione anglosassone; tradotto letteralmente, ricognitore per acquisizione di bersagli) (Bear-D): sviluppata dalla versione base, destinata a ruoli di ricognizione marittima, intercettazione elettronica (ELINT) e guida di missili da crociera antinave P-6 lanciati da sottomarini, per l'aviazione della Marina Sovietica;
- Tu-95MR (Bear-E): altra variante della versione base, destinata alla ricognizione fotografica;
- Tu-95K-22 (Bear-G): versione ottenuta mediante l'aggiornamento nell'avionica di velivoli delle versioni iniziali; equipaggiata per il trasporto dei missili AS-4;
- Tu-95MS/MS-6/MS-16 (Bear-H): nuova versione del velivolo, derivata dal Tu-142; equipaggiata con i missili AS-15 Kent e missili cruise KH-101 e 102 (quest’ultimo equipaggiato con una testata termonucleare);
- Tu-95MSM: Nuova versione (al cui standard saranno portati tutti i Tu-95MS) dotata di nuovi motori NK-12MPM, nuovi armamenti come otto nuovi missili da crociera strategici Raduga Kh-101 (convenzionali) o Kh-102 (nucleari) sui supporti esterni dell’ala, destinata a rimanere in servizio almeno fino al 2025-2030.[8][9] Il primo aereo aggiornato alla versione Tu-95MSM ha volato il 22 agosto 2020.[9]
- Tu-95U Uchebnyy: due versioni da addestramento. La prima era stata realizzata specificamente (indicata come Bear-A), mentre una seconda fu il risultato dell'aggiornamento di esemplari superstiti delle versioni più anziane (in questo caso indicata come Bear-T).
- Tu-95N: versione per il trasporto in quota di un bombardiere con statoreattori Tsybin RS (o della sua variante da ricognizione Tsybin 2RS);
- Tu-95V: esemplare unico di Tu-95M modificato per il trasporto di ordigni termonucleari fuori misura, con la rimozione dei portelloni bombe e l'installazione di apparati speciali di controllo e rilevazione scientifica, utilizzato per lo sgancio della "Bomba Zar" (izdeliye 202) da 50 Megatoni il 30 ottobre 1961, e per alcuni test nucleari successivi;
- Tu-95LAL (Letayushchaya Atomnaya Laboratoriya, laboratorio atomico volante): velivolo sperimentale a propulsione nucleare dal quale avrebbe dovuto derivare il Tu-119.

Altre versioni indicate come Bear sono da riferire anche al Tu-142, mentre modelli derivati sono il Tu-114 (Cleat) ed il Tu-126 (Moss).

## Sviluppi correlati

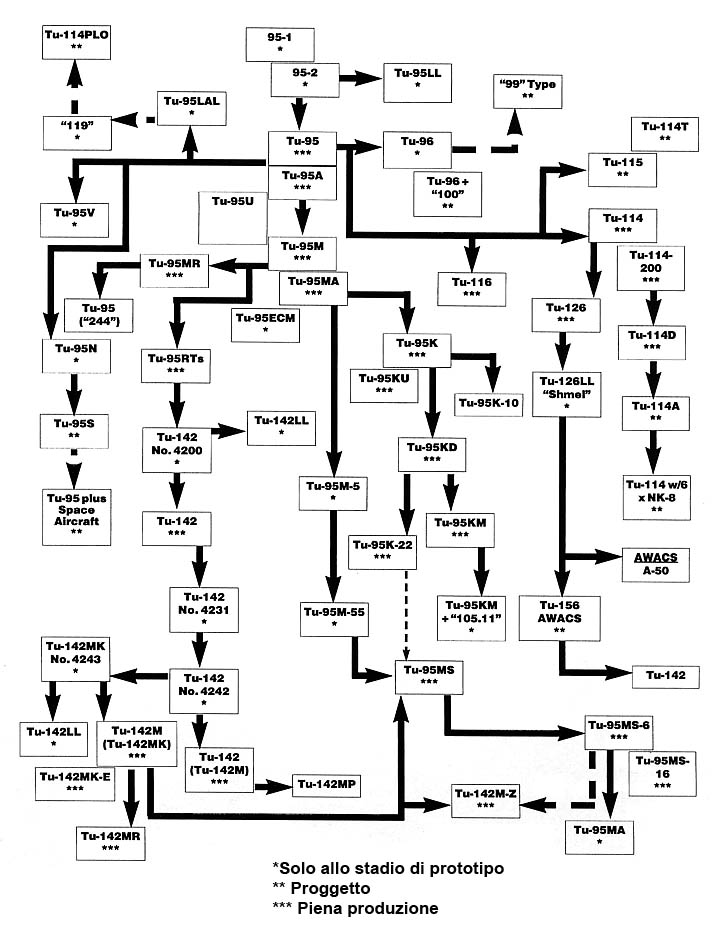
Albero genealogico del Tupolev Tu-95.

- Tupolev Tu-114
- Tupolev Tu-116
- Tupolev Tu-126
- Tupolev Tu-142

## Utilizzatori
Russia
- Voenno-vozdušnye sily Rossijskoj Federacii

60 tra Tu-95MS e Tu-95MSM, questi ultimi sono parte dei primi sottoposti ad un programma di aggiornamento dell'avionica e dell'armamento che consentirà loro di rimanere in servizio fino al 2025-2030.
 Unione Sovietica
- Sovetskie Voenno-vozdušnye sily

## Note

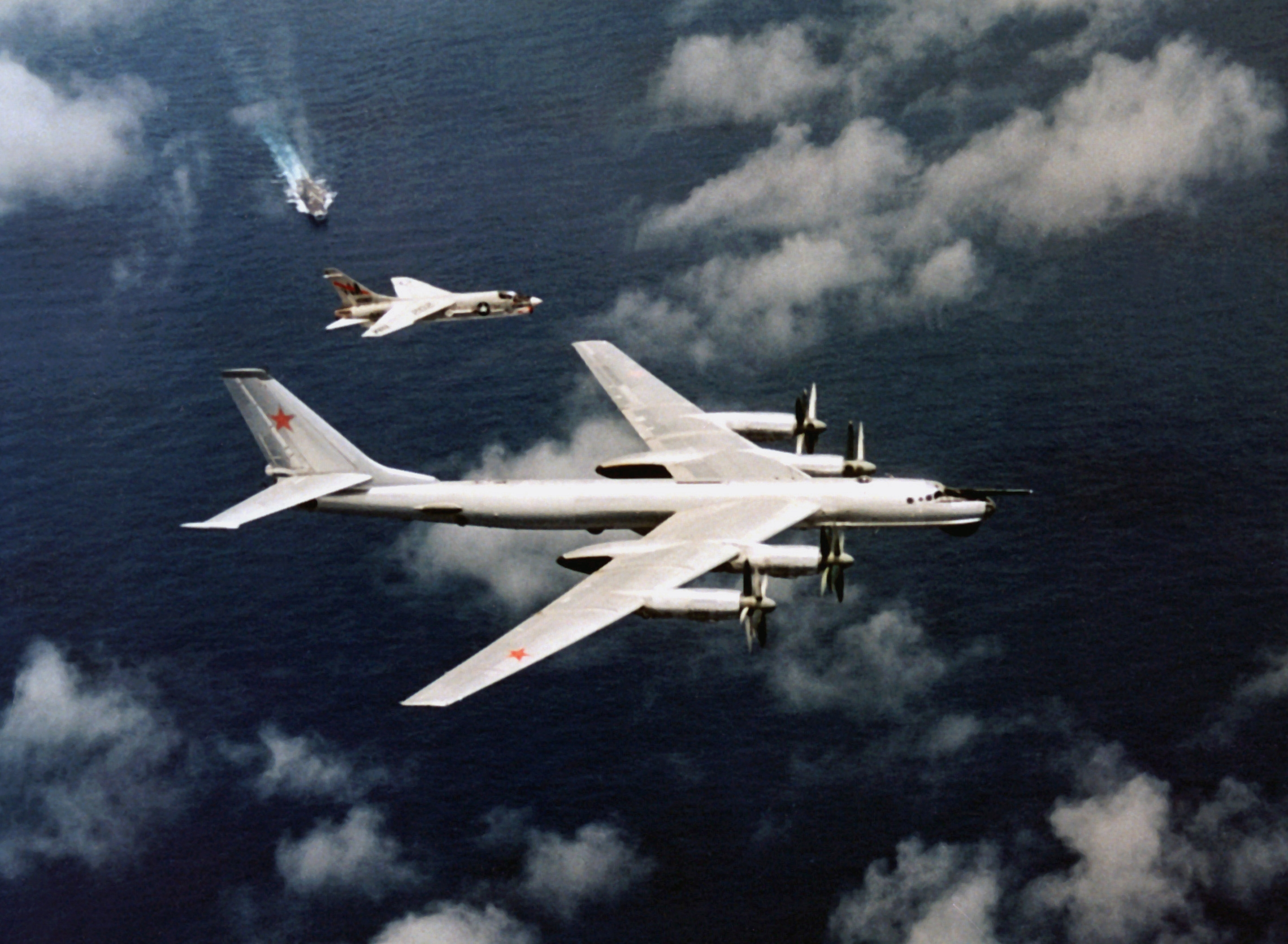
Tupolev Tu-95 scortato da un Vought F-8J Crusader.

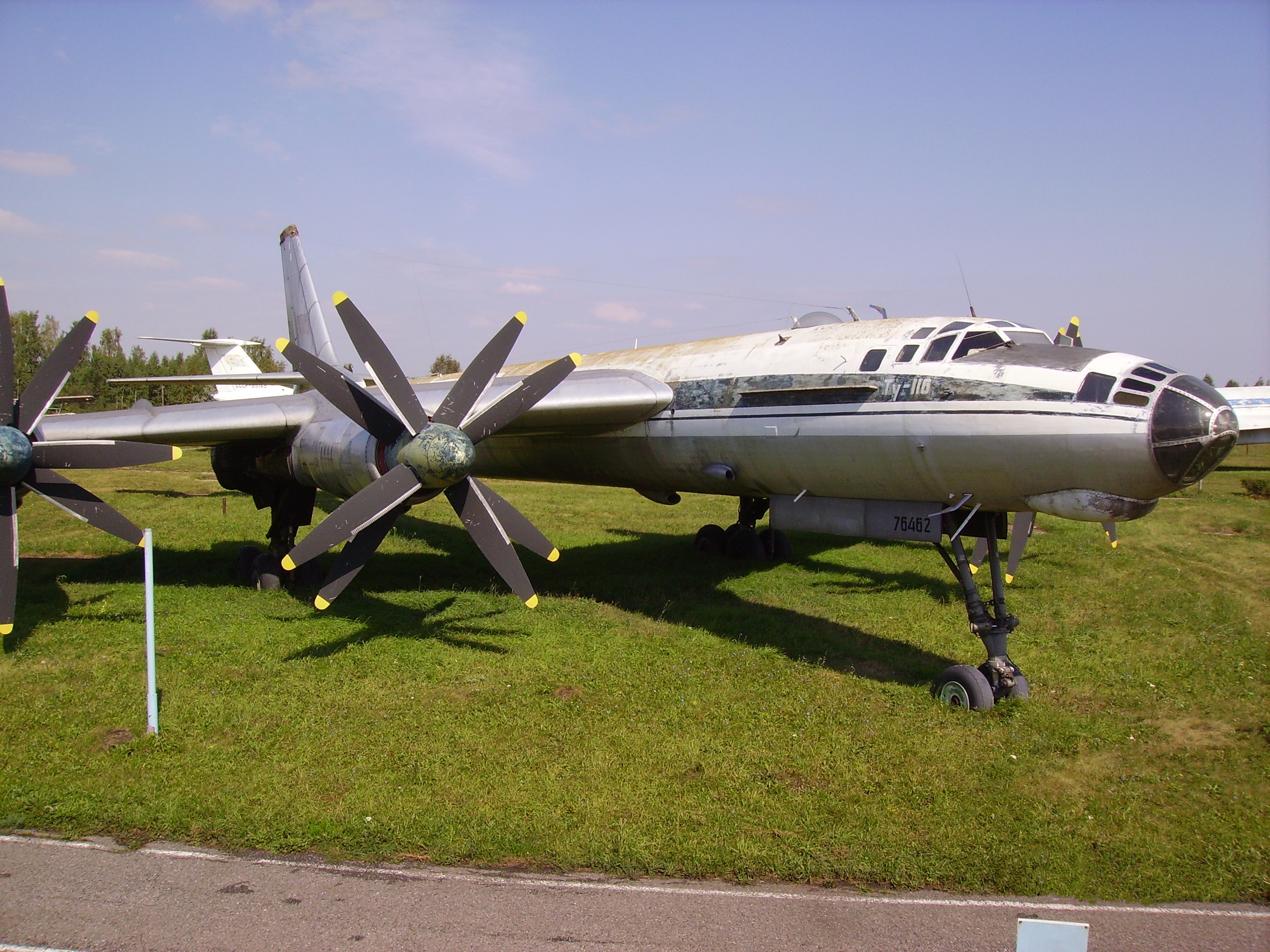
Un Tupolev Tu-116 (la versione civile del Tu-95) nel Museo della Storia dell'Aviazione della Russia all'UHCAS di Ul'janovsk.